# Karol Katz
Karol Katz (ur. 15 lutego 1895, zm. 20–22 kwietnia 1940 w Katyniu) – kapitan saperów rezerwy Wojska Polskiego, uczestnik wojny polsko-bolszewickiej, ofiara zbrodni katyńskiej.

## Życiorys
Urodził się 15 lutego 1895 jako syn Mateusza. W czasie I wojny światowej walczył w szeregach cesarskiej i królewskiej armii. Jego oddziałem macierzystym był 89 pułk piechoty. Na stopień podporucznika rezerwy został mianowany ze starszeństwem z 1 sierpnia 1916 w korpusie oficerów piechoty.
3 września 1919 został przyjęty do Wojska Polskiego z byłej armii austro-węgierskiej, z zatwierdzeniem posiadanego stopnia podporucznika ze starszeństwem od dnia 1 sierpnia 1916, zaliczony do I Rezerwy armii, powołany do służby czynnej na czas wojny i przydzielony do batalionu zapasowego 38 pułku piechoty. Później został przeniesiony na front do macierzystego 38 pułku piechoty i wyznaczony na stanowisko dowódcy plutonu 6 kompanii. Wyróżnił się w walkach z bolszewikami dowodząc 7 kompanią 38 pp. 25 listopada 1920 został zatwierdzony z dniem 1 kwietnia 1920 w stopniu porucznika, w grupie oficerów byłej armii austro-węgierskiej. 4 grudnia 1920 dowódca II batalionu 38 pp, major Symeon Chodakowski sporządził wniosek na odznaczenie porucznika Katza orderem „Virtuti Militari”. 13 maja 1921 wniosek został poparty przez generała porucznika Władysława Jędrzejewskiego, a pięć dni później przez generała broni Józefa Hallera, lecz nie został zatwierdzony przez Naczelnego Wodza. Za bohaterstwo w wojnie polsko-bolszewickiej został odznaczony Krzyżem Walecznych, nadanym co najmniej po raz pierwszy. W 1921 został zdemobilizowany i przydzielony w rezerwie do 38 pp. 8 stycznia 1924 został zatwierdzony w stopniu kapitana ze starszeństwem z 1 czerwca 1919 i 1241. lokatą w korpusie oficerów rezerwy piechoty. Posiadał wówczas przydział w rezerwie do 7 pułku piechoty Legionów w Chełmie. Później, w tym samym stopniu i starszeństwie, został przeniesiony do korpusu oficerów inżynierii i saperów. W 1934 posiadał przydział w rezerwie do 4 batalionu saperów w Przemyślu.
Po zwolnieniu z wojska ukończył studia i otrzymał tytuł inżyniera chemika. W 1939 r. mieszkał w Opalenicy i pracował w miejscowej cukrowni.
W nieznanych okolicznościach, po agresji ZSRR na Polskę (17 września 1939), dostał się do sowieckiej niewoli i został osadzony w obozie w Kozielsku. Między 19 a 21 kwietnia 1940 został przekazany do dyspozycji naczelnika Zarządu NKWD Obwodu Smoleńskiego. Między 20 a 22 kwietnia 1940 zamordowany w Katyniu i tam pogrzebany. Od 28 lipca 2000 spoczywa na Polskim Cmentarzu Wojennym w Katyniu.
5 października 2007 minister obrony narodowej Aleksander Szczygło mianował go pośmiertnie na stopień majora. Awans został ogłoszony 9 listopada 2007 w Warszawie, w trakcie uroczystości „Katyń Pamiętamy – Uczcijmy Pamięć Bohaterów”.

## Odznaczenia
- Krzyż Walecznych[19]
- Brązowy Medal Zasługi Wojskowej z mieczami na wstążce Krzyża Zasługi Wojskowej[3]
- Srebrny Medal Waleczności 2 klasy[3]
- Brązowy Medal Waleczności[3]